# 風信子
风信子（学名：Hyacinthus orientalis）是天門冬科风信子属的植物。其种加词“orientalis”意为“东方的”。原产於亚洲西南部、土耳其南部和中部、叙利亚西北部、黎巴嫩和以色列北部，在16世纪引种到欧洲。

## 形态
多年生草本，地下具有球形鳞茎，直径3－7厘米；披针形叶子厚，肉质质软，长15－35厘米，宽1－3厘米，螺旋状基生；花茎略高于叶，中空，顶生总状花序，高20－35厘米，偶为45厘米，由2－50朵芳香的紫色花组成穗状花序，长2－3.5厘米，管状花被6裂。

## 学名由来
风信子的学名得自希腊神话中太陽神阿波羅愛人美少年雅辛托斯。傳說西风风神仄費羅斯和太陽神阿波羅同時愛上了雅辛托斯，但雅辛托斯選擇了阿波羅。西風神因愛成恨使計殺死他。從雅辛托斯血泊裏生出的花的花瓣便有一條深色的花紋，這種花並以雅辛托斯之名為名。此外，泰奥弗拉斯托斯曾记录过一种名为雅辛托斯的花。但这两种花均被认为与现代的风信子不同。

## 繁殖
风信子易於栽培，可以通过分离母株长出的小鳞茎来繁殖。在自然情况下，风信子的繁殖方式除去鳞茎繁殖外，还可以通过种子进行繁殖。
风信子可由不同的昆虫授粉，如蜜蜂。花很芬芳，非常吸引昆虫，昆虫也能因此得到花蜜。
花期过後，蒴果开始成熟，蒴果为球形，肉质，而当蒴果成熟後，它们会乾燥开裂成3部分，每部分有2室，各包含数目不等的种子。种子为黑色，具一油质体，大小不定。这种结构使种子能够通过蚁播分散传播。蚂蚁会将种子带回自己的洞里，将种子的油质体作为食物，之後种子就在那里發芽。

## 栽培

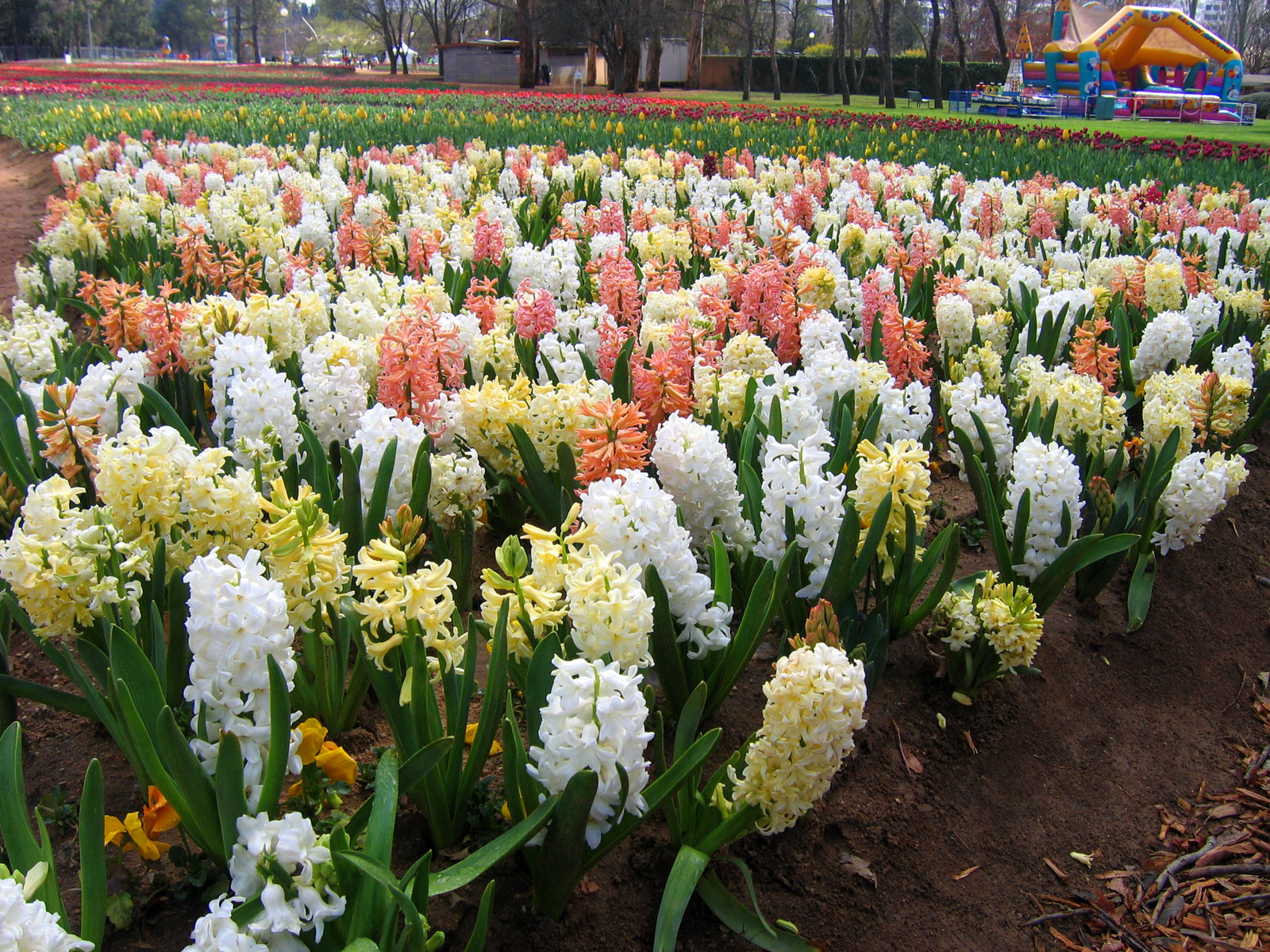
各种颜色的风信子栽培种

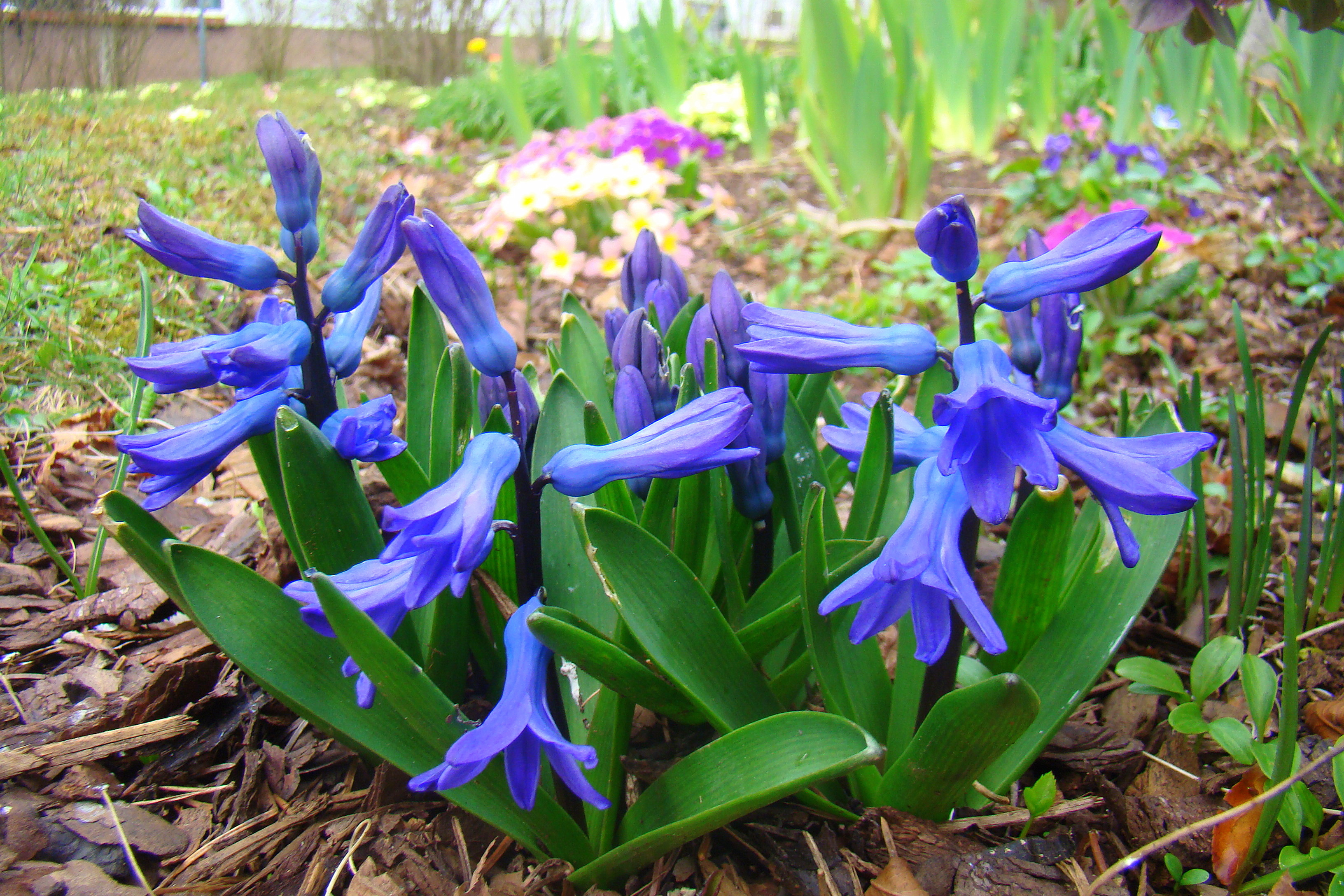
蓝色风信子

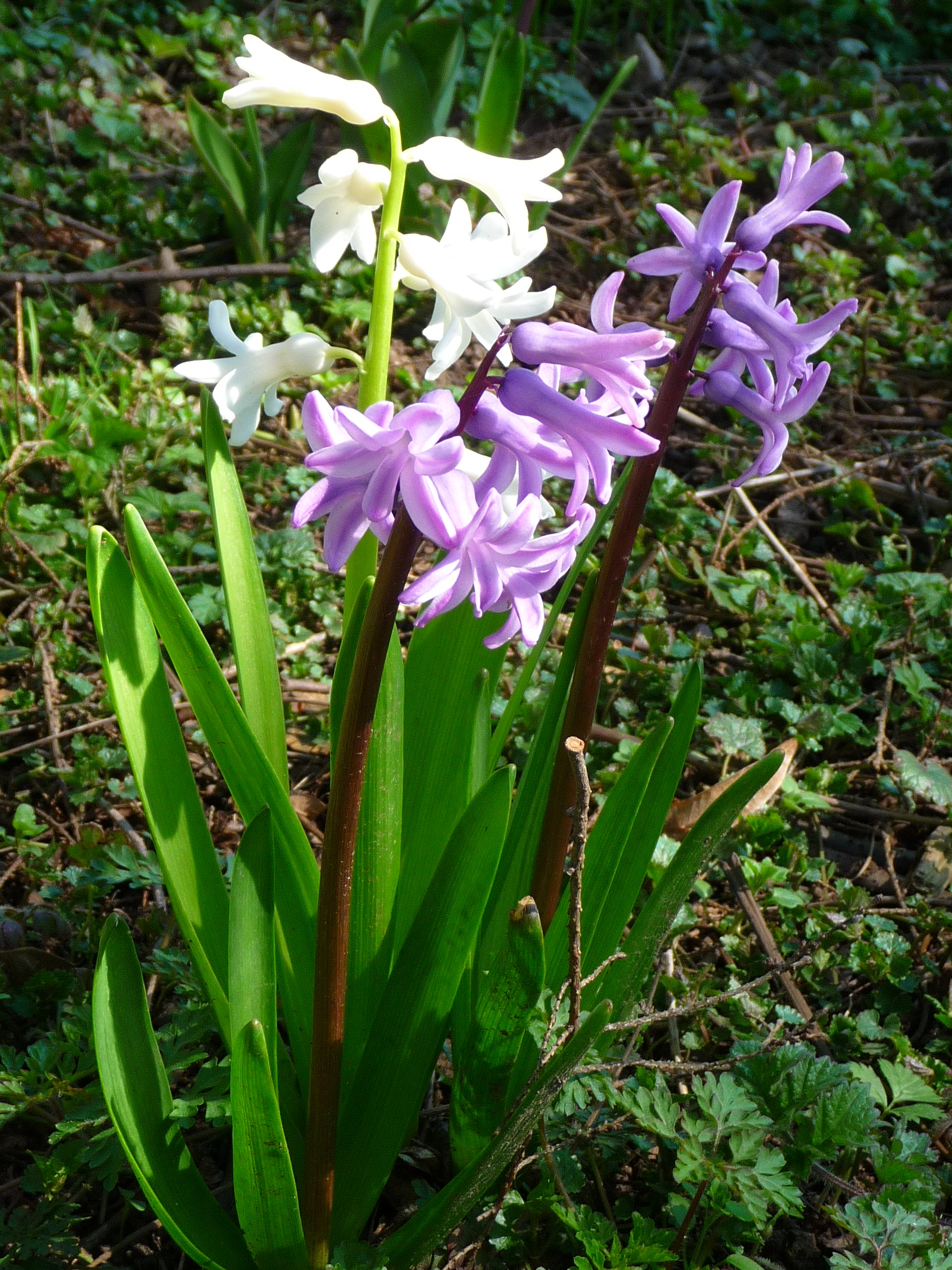
淡紫色风信子

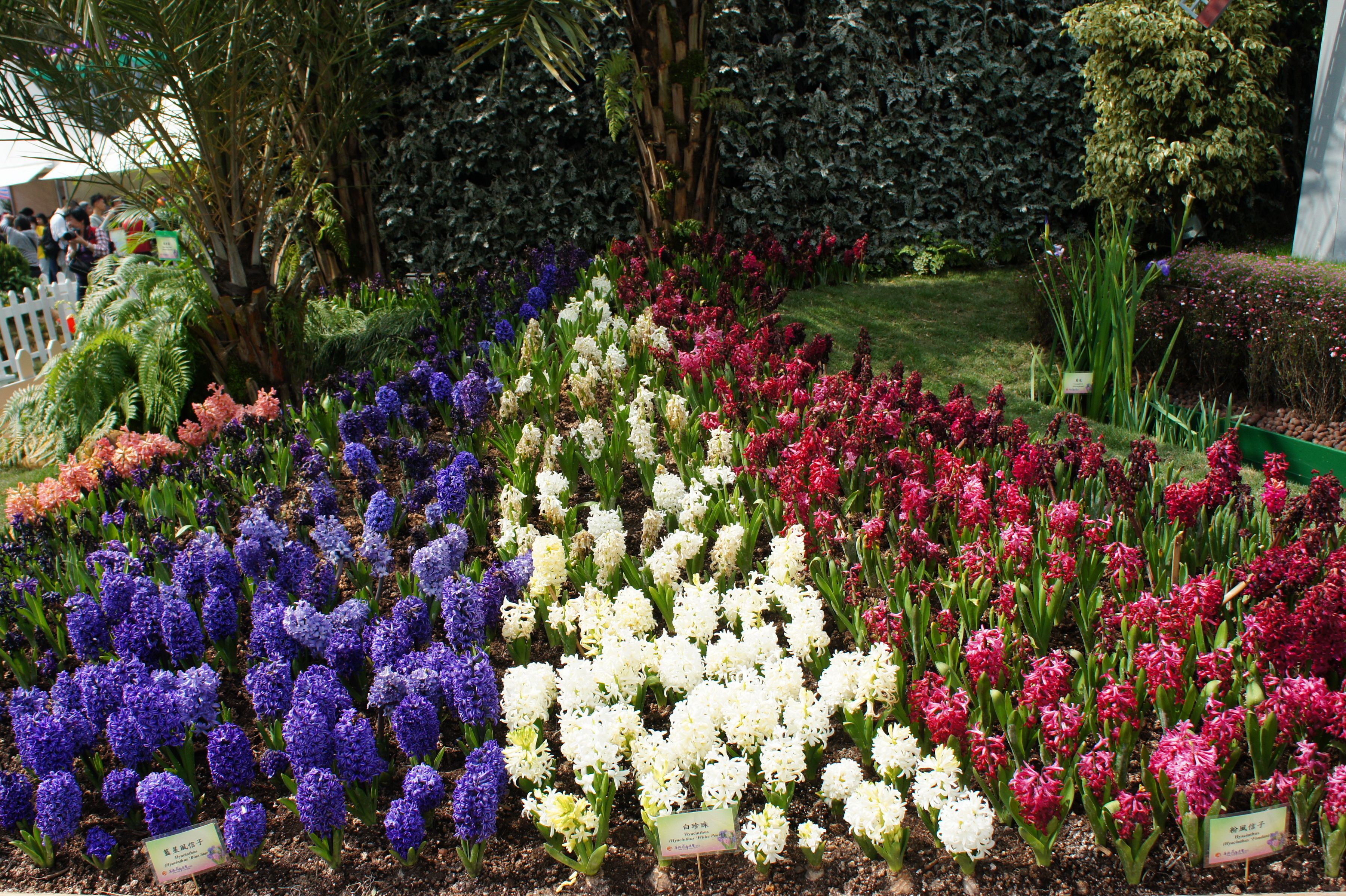
從左至右：藍星風信子、白珍珠、粉風信子。

风信子作为观赏植物有很长的栽培历史，最初在地中海地区广泛栽培，之後在法国（最初是用作香料）、荷兰（主要栽培产地之一）和某些地区也很常见。 
风信子在早春开花，喜全光照至稍阴，喜较为干爽但不干燥的土壤。它们在夏季会休眠，而且只能长期生长於天气寒冷的地区。种植风信子的主要目的是为观赏其一束束芳香艳丽的花朵，目前已有超过2000个栽培种被选育命名，花色有蓝、白、蛋黄、粉红、红或紫色，大部分栽培种的花束相比原生种更为密集，每个花茎生有40－100朵或更多的花朵。
风信子含有生物碱，如果大量食用则会中毒，而其中鳞茎是毒性最强的部分，无论如何都不应食用。

## 花语
“只要点燃生命之火，便可同享丰盛人生。”
- 紫色：代表悲伤、妒忌、憂鬱的愛
- 淡紫色：代表轻柔的气质、浪漫的情怀
- 白色：代表纯洁清淡或不敢表露的爱
- 红色：代表感谢
- 桃红色：代表热情
- 粉色：代表淡雅清香、傾慕、浪漫
- 黄色：代表有你相伴很幸福
- 蓝色：代表高贵而典雅，生命
- 深蓝色：代表因爱而陰鬱

## 符号
美国Apple公司在2023年3月28日当天更新的iOS16.4和iPadOS16.4系统中加入了风信子emoji。